# Нижньосікіязовська сільська рада
Нижньосікія́зовська сільська рада (рос. Нижнесикиязовский сельский совет) — муніципальне утворення у складі Балтачевського району Башкортостану, Росія. Адміністративний центр — село Нижньосікіязово.

## Населення
Населення — 1005 осіб (2019, 1245 в 2010, 1510 в 2002).

## Склад
До складу поселення входять такі населені пункти:
| Населений пункт              | Населення, осіб (2002) | Населення, осіб (2010) |
| ---------------------------- | ---------------------- | ---------------------- |
| Гарейка, присілок            | 63                     | 39                     |
| Магашли-Алмантаєво, присілок | 293                    | 248                    |
| Нижньосікіязово, село        | 551                    | 459                    |
| Новоякшеєво, присілок        | 50                     | 40                     |
| Ташли-Єлга, присілок         | 132                    | 105                    |
| Тутагачево, присілок         | 364                    | 308                    |
| Урта-Єлга, присілок          | 52                     | 46                     |
| Ягафаровка, присілок         | 5                      | 0                      |